# Добри войвода
Добри Богданов Новаков е виден копривщенски хайдутин.

## Биография
Доби Новаков получава добро образование в местното училище в Копривщица, по време когато там преподава просветителя Неофит Рилски, преди оттеглянето му в Рилския манастир. До 23 – 24-годишнината си заедно с братята си Иван и Стойно изучават бащиния си занаят, абаджийството, но по-късно работи като бегликчия с опитния в тази работа Петко Доганов.
Новият живот го удовлетворява и със спечелените пари се задомява, като взима за жена дъщерята на Петко – Мария. След гибелта на тъста му във времето около водещата се Кримската война става знаменосец в четата на закрилника на бедняците Ангел войвода. С четата се подвизава в Родопите, Рила, Сакар и Странджа. След това през 1862 – 63 година става пръв помощник и знаменосец в четата на Лефтер войвода, като при необходимост е и неин водач. Тази дружина се бори не само срещу потисничеството, но и против социалното неравенство в империята по това време.
Когато през 1867 г. Лефтер войвода загива Добри се прибира в България. С наближаването на зимата по Димитровден четата се разпуска и той си идва в Копривщица, за да се види и порадва на семейството си. Същата година жена му, Мария, почива. Децата, Мария и Стефан, са изпратени в Клисура, а синът на Добри, Недко, е осиновен от копривщенското семейство Кискинекови. Мария Добрева по-късно става жена на революционера от Априлското въстание Танчо Шабанов (1845 – 1918) и майка на анархиста Нешо Шабанов (1901 – 1923). Децата на Добри войвода се завръщат в Копривщица през 1876 г., когато баща им вече е загинал.
След смъртта на жена му, Добри събира малка чета в района на гр. Калофер, с която действа в карловския и калоферския Балкан и в източна Средна гора. С четата очиства тези райони от турски разбойнически шайки. Чрез революционния комитет в Рахманлий доставя до Васил Левски значителна сума пари за закупуването на печатарска техника за БРЦК в Букурещ.
През 1870 г. Добри войвода устройва засада на богатия казанлъшки търговец Иван Клатнов в района на Рахманлий, при която е убит.
Българите-четници в четата на Лефтер войвода в Мала Азия с байрактар Добри войвода са били и копривщенски и калоферски гурбетчии: Христо М. Драганов, Стоян Илийката, Видул Странски, Иван и Димитър Мархолеви и други.В нея са били бойци хора от различни народности: гърци, албанци, българи, критяни, арменци, кавказци, левантийци, кюрди, араби и дори турци. В тази чета Добри привлича и Гаврил Хлътов за участие.
След смъртта на Добри Новаков неговите четници в голямата си част са изловени от властите. Почти всички от тях измират по затворите в империята, с изключение на Стоян Клатната, който успява да се добере до Влашко. Отсечената глава на войводата е пренесена в Пловдив, а трупът му е заровен на място до Рахманлийската река.

## Оценки за дейността на Добри войвода
Христо Ботев за Добри войвода в „Дума на българските емигранти“:
| „ | Както Ангел и Лефтер, тъй и Добри бяха от тези класически хайдути, които учудват с добрини...Те ходеха хайдути за да покажат своето мъжество пред род и врага и да отвръщат на обиди, тям или на сиромаси от турци и чорбаджии. И в тримата видяхме благороден характер и пълно съзнание за скрита сила... | “ |

Турските власти и пострадалите от него богати българи определят войводата като разбойник. За разлика от тях народът го титулува като войвода и закрилник и покровител на бедните и слабите. В некролога си за него роденият в Копривщица журналист Любен Каравелов пише: 
| „ | Преди два месеца е бил убит от турците Добри войвода, когото трябва да оплакват сиромасите защото Добри бил страшен за турските власти и добър за сиромасите. Вечна му памет! | “ |

Краеведи от Копривщица, изследвали живота на Добри войвода го споменават като войводата, въвел партизанската тактика, като прийом в освободителните борби в България.